# Bahía Cumberland
Bahía Cumberland är en vik vid Robinson Crusoe-ön i Chile.   Den ligger i regionen Región de Valparaíso, i den sydvästra delen av landet, 800 km väster om huvudstaden Santiago de Chile.